# 丽丝托夫·埃娃
丽丝托夫·埃娃（匈牙利語：Risztov Éva，1985年8月30日—），生于霍德梅泽瓦，匈牙利游泳运动员，2012年伦敦奥运会女子10公里金牌得主，三次世界锦标赛银牌得主，六次欧洲锦标赛银牌得主，一届欧洲锦标赛铜牌得主，六次短池游泳欧洲冠军，七次欧洲青年冠军，五十七次匈牙利成人游泳全国冠军。她是400米和1500米自由泳国家成人纪录创造者，欧洲800米短池自由泳记录创造者。